# 286842 Joris
286842 Joris è un asteroide della fascia principale. Scoperto nel 2002, presenta un'orbita caratterizzata da un semiasse maggiore pari a 3,2091097 UA e da un'eccentricità di 0,1510205, inclinata di 4,29104° rispetto all'eclittica.